# Valery V. Fokin
Valery V. Fokin (russisch Валерий Валерьевич Фокин, * 31. Mai 1971 in Gorki) ist ein russischstämmiger US-amerikanischer Chemiker (Organische Chemie, Katalyse) am Scripps Research Institute.
Fokin erwarb nach seinem Diplom-Abschluss an der Universität Nischni Nowgorod 1993 im gleichen Jahr seinen Bachelor-Abschluss am Calvin College und wurde 1998 an der University of Southern California bei Nicos A. Petasis mit der Arbeit Synthetic and computational studies of biostable lipoxin analogs, N-carboxyalkyl peptides, and cyclic ketals of pentonolactones promoviert. Ab 1999 war er am Scripps Research Institute. Dort ist er Associate Professor (2013).
Er gilt mit Barry Sharpless und M. G. Finn als einer der Pioniere der Click-Chemie.
2013 war Fokin einer der Thomson Reuters Citation Laureates. 2024 erhielt er den ACS Award for Creative Invention.

## Schriften
- mit M. G. Finn: Click Chemistry: function follows form, Chemical Society Reviews, 39, 2010, Nr. 4, doi:10.1039/C003740K